# Jarnsaksa (księżyc)
Jarnsaksa (Saturn L) – mały księżyc Saturna odkryty w 2006 roku przez Davida Jewitta, Scotta Shepparda i Jana Kleynę za pomocą Teleskopu Subaru.
Nazwa księżyca pochodzi z mitologii nordyckiej, Járnsaxa była gigantką.
Należy do grupy nordyckiej nieregularnych, zewnętrznych księżyców planety, poruszających się ruchem wstecznym.